# 科利納 (智利)

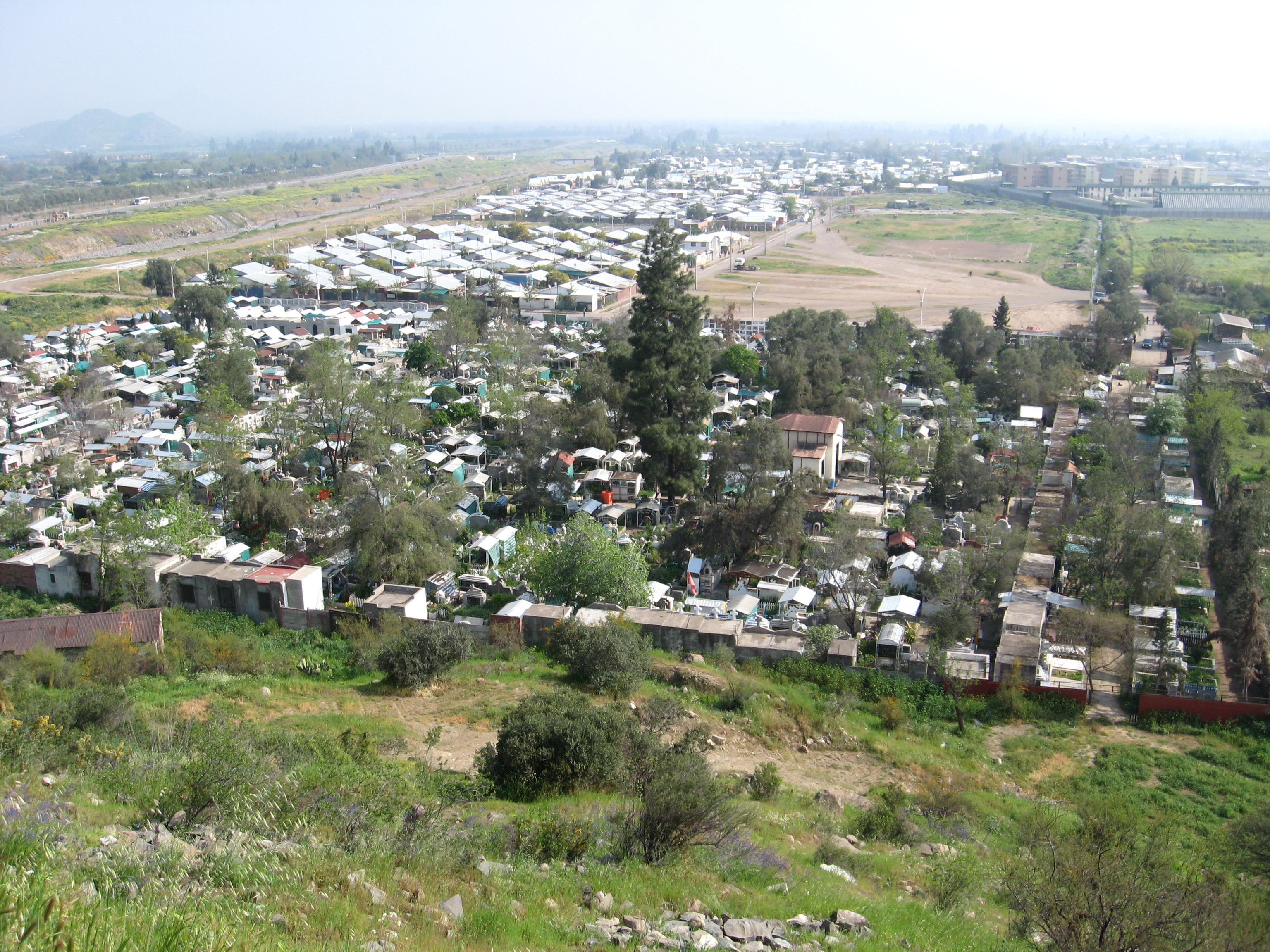

科利納（西班牙語：Colina）是智利的城鎮，位於該國中部，由聖地亞哥首都大區負責管轄，也是查卡布科省的首府，始建於1891年，面積971平方公里，海拔高度620米，2002年人口77,815，人口密度每平方公里80.1人。

## 外部連結
- （西班牙文） Municipality of Colina （页面存档备份，存于）